# Bidhan Nagar

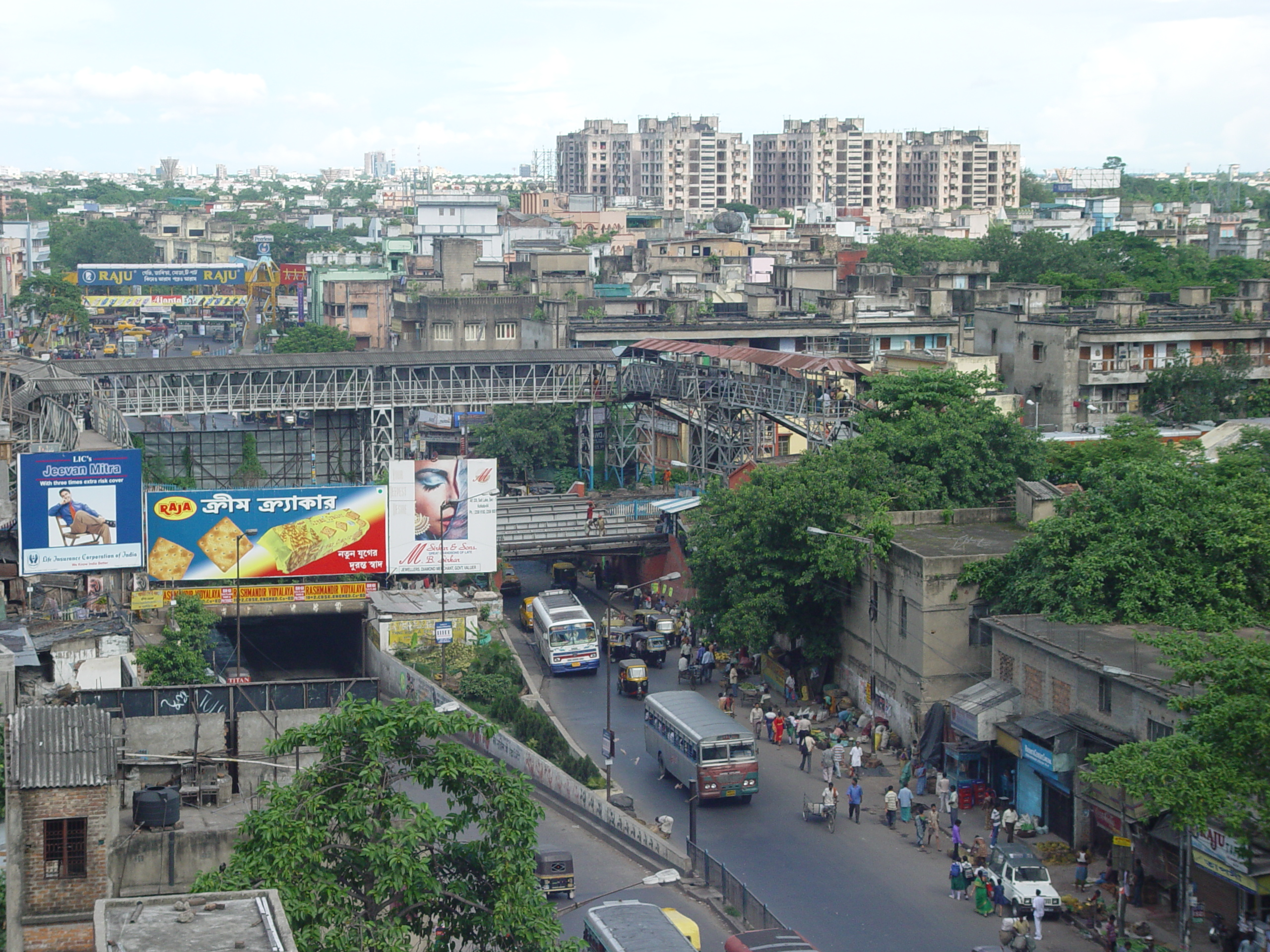
Vy över Bidhan Nagar.

Bidhan Nagar (alternativt Bidhannagar, bengali বিধাননগর) är en stad öster om Calcutta i Indien. Den är belägen i distriktet Uttar 24 Parganas i delstaten Västbengalen. Staden, Bidhan Nagar Municipality, ingår i Calcuttas storstadsområde och hade 215 514 invånare vid folkräkningen 2011.
Bidhan Nagar är en planerad stad som växte fram i slutet av 1950-talet och under 1960-talet. Den är belägen vid de saltsjöar som ligger strax öster om Calcutta, och staden kallas ibland i folkmun för Salt Lake eller Salt Lake City.